# スティーブン・ダグラス
スティーブン・アーノルド・ダグラス（Stephen Arnold Douglas, 1813年4月23日 - 1861年6月3日）は、アメリカ合衆国西部のイリノイ州出身の政治家。「小さな巨人(Little Giant)」と渾名され、彼は1852年、1856年の大統領選挙における民主党候補指名者であった。1860年の民主党大統領指名候補となるが、1860年アメリカ合衆国大統領選挙で共和党候補者のエイブラハム・リンカーンに敗れた。

## 生涯

### 生い立ちと教育
ダグラスはバーモント州ブランドンでスティーブン・アーノルド・ダグラス (Stephen Arnold Douglass) とサラ・フィスク夫妻の間に生まれた。
父親の名前の綴りは「Douglass」であったが、ダグラスは何年か後に自らの名前から2番目の「s」を取り除いた 。
1833年にイリノイ州に転居、旅回りの教師として務め、法律を学び、ジャクソンビルに居を構えた。その年の終わりまでに彼はバーモントの親類に「私は西部の人間になって、西部の気持ちと関心を吸収し、自分の好きな場所としてイリノイを選んだ。」と書き送った。

### 政歴
ダグラスは1834年にモーガン郡の判事に任命され、1836年まで同職を務めた。その後イリノイ州下院議員に選出され、イリノイ州務長官の記録係に任命された。1841年には27歳でイリノイ州最高裁判所の判事に任命された。
州の民主党多数派のリーダーとして、彼は連邦下院議員に選出され、1842年と1844年の議会に出席した。議会で彼は領土拡大を擁護し、米墨戦争を支持した。1846年には連邦上院議員に選出された。彼は、奴隷制に関する南北の立場をそれぞれ考慮した政治的な取引である1850年協定策定の際に中心的役割を果たした。しかしながら、それにはヘンリー・クレイの支援が必要であった。妥協を含む法案は議会を通過しなかった。各ポイントで別々に多数派の支援があったが、北部人も南部人も結合してそれぞれの理由から法案についての投票を行った。ダグラスは法案を別々に分割することによって通過させ、それぞれのために異なった大部分をとりまとめた。
ダグラスは、奴隷制の採否はその領土またはその州の主権を有する人民が自由に決めることができる事項であり、連邦政府や他州の政府の容喙を入れるところではないとして「合衆国領土における人民主権理論」を提唱した。その結果、ニューメキシコ州とユタ州で初めて採用されるに至った。
1854年のカンザス・ネブラスカ法制定の際にも、ダグラスは自身の選挙区であるイリノイ州にネブラスカを通る鉄道を通すため、合衆国領土における人民主権理論を主張し、採用されるに至った。これは北部との妥協の産物であるミズーリ妥協を実質的に否定するものであった。そのため、北部を中心に徹底的な抗議運動が起り、農民への公有地無償払下げを党是とする共和党が結成されることになった。
ダグラスはシカゴに移り住み、マーサ・マーティンと結婚した。彼は鉄道の拡大に熱心に取り組み、イリノイ・セントラル鉄道に資金を供給するための公有地供与システムを考案した。彼はシカゴからメキシコ湾まで国の南北を結びつける考えであった。そのことにより地域経済がより徹底的に統合され、セクションの緊張が低減することを望んでいた。鉄道に資金は供給されたが、南北戦争により工事は中断された。その後、鉄道がメキシコ湾に届くことは無かった。ダグラスは鉄道にとって貴重な土地をシカゴに所有していたが、彼が鉄道建設を推進した第一の動機は政治的なものであった。
1857年のドレッド・スコット事件に関する連邦最高裁判決は、連邦も各州も奴隷制度を禁止できないとしてミズーリ妥協を違憲とした。この判決はダグラスの唱えた合衆国領土における人民主権理論を真っ向から否定するものであったにもかかわらず、彼はこれを支持した。しかも、彼は合衆国領土における人民主権理論を捨てなかった。彼は深く民主主義を信じ、常に人々の意志によって決定されるべきと唱えたのであるが、そのため、彼の政治的な立場は微妙なものになっていった。
1858年の上院議員選挙にダグラスは民主党から立候補したが、共和党からの立候補者がエイブラハム・リンカーンであった。ダグラスとリンカーンとは、リンカーン・ダグラス論争として知られる公開討論で奴隷制度を巡って激しく対立し、7度にわたり議論を繰り返した。リンカーンはダグラスの合衆国領土における人民主権理論がドレッド・スコット事件の判決によって否定されていることの矛盾を突き、合衆国領土における人民主権理論を唱え続けることによって、北部の人民の警戒心を解き、これによって北部にも奴隷制を強制することを策略していると非難した。ダグラスは、ドレッド・スコット連邦最高裁判決の問題となる判示部分は傍論であり、州になる前の領土の人民が奴隷制を支持する法律を可決したならばそれは有効ではないとして自らの合衆国領土における人民主権理論を修正した（いわゆるフリーポート原則）。彼はこの選挙戦で辛くも勝利を収めたが、公開討論の内容は全土に新聞で報道され、その発言によって南部の民主党の信頼を失った。そのため、ジェームズ・ブキャナン大統領と彼の南部の同盟者は、奴隷制を支持する連邦奴隷法を可決しようとした。この運動は、カンザス州の人々の望みに反してでも行われようとしたので、ダグラスはこれを非民主的として戦い、打ち勝った。
しかし、このことが1860年の大統領選挙における民主党の分裂を引き起こし、ダグラスは指名を勝ち取ったが、分離した南部の派閥は独自の候補者を指名したのであった。分裂状態にあった民主党は足並みが揃わず、ダグラスは共和党候補者のリンカーンに敗れた。
1861年4月に南北戦争が起こると、ダグラスは持てる力すべてを引き出して北軍に支持者を集めたが、数週間後に腸チフスに倒れ死亡した。

## 人物
ダグラスは民主主義に対する深くて不変の信頼感を抱いていた。「人々に支配させよ! Let the people rule!」というのが彼の叫びであり、そして、中央政府よりむしろ地元の人々が奴隷制度についての決定をすることができ、しなければならないと主張した。